# Axonolaimus
Axonolaimus is een geslacht van vrij in zee levende rondwormen uit de familie van de Axonolaimidae. De wetenschappelijke naam van de soort is voor het eerst geldig gepubliceerd in 1889 door Johannes Govertus de Man. De Man deelde bij dit geslacht een soort in die oorspronkelijk door Bütschli Anoplostoma spinosum was genoemd, en hij beschreef tevens de nieuwe soort Axonolaimus filiformis, gevonden aan de kust van Cornwall bij Penzance.